# O Bolo
|  | Per a altres significats, vegeu «Bolo (desambiguació)». |

O Bolo és un municipi de la província d'Ourense a Galícia. Pertany a la Comarca de Valdeorras. És format per nombroses pedanies com les de Santa Cruz, Chao das Donas i Cambela.
| 5.204 | 5.550 | 5.285 | 3.151 | 1.286 |
| Fonts: INE i IGE (Els criteris de registre censal variaren i les dades de l'INE i de l'IGE poden no coincidir.) |       |       |       |       |

## Subdivisions municipals
| CP    | Parròquia                    | Entitat de població | Població (2009) |
| ----- | ---------------------------- | ------------------- | --------------- |
| 32357 | Seixo, O (Santo Anxo)        | Seixo, O            | 22              |
| 32372 | Celavente (San Xoán)         | Celavente           | 104             |
| 32372 | Chandoiro (San Ramón)        | Chandoiro           | 83              |
| 32372 | Lentelláis (San Simón)       | Lentelláis          | 93              |
| 32372 | Outardepregos (San Salvador) | Outardepregos       | 60              |
| 32372 | San Martiño (San Martiño)    | Aceveda             | 2               |
| 32372 | San Martiño (San Martiño)    | Barxa               | 8               |
| 32372 | San Martiño (San Martiño)    | San Martiño         | 12              |
| 32373 | Bolo, O (Santa María)        | Bolo, O             | 180             |
| 32373 | Fornelos (San Bartolomeu)    | Fornelos            | 56              |
| 32373 | Paradela (San Sebastián)     | Paradela            | 7               |
| 32373 | Teixido (San Marcos)         | San Pedro dos Nabos | 21              |
| 32373 | Teixido (San Marcos)         | Teixido             | 9               |
| 32373 | Valdanta (Santa María)       | Valdanta            | 36              |
| 32373 | Xava (San Salvador)          | Chao das Donas      | 18              |
| 32373 | Xava (San Salvador)          | Orxáis, Os          | 7               |
| 32373 | Xava (San Salvador)          | Xava                | 17              |
| 32375 | Buxán (Santa María)          | Buxán               | 62              |
| 32375 | Cambela (Santa María)        | Cambela             | 39              |
| 32375 | Cambela (Santa María)        | Celeirós            | 26              |
| 32375 | Chao de Castro (San Martiño) | Chao de Castro      | 46              |
| 32375 | Ermidas, As (Santa María)    | Ermidas, As         | 60              |
| 32375 | Santa Cruz (Santa Cruz)      | Santa Cruz          | 68              |
| 32375 | Tuxe (San Pedro)             | Rigueira, A         | 15              |
| 32375 | Tuxe (San Pedro)             | Tuxe                | 29              |
| 32375 | Tuxe (San Pedro)             | Vao, O              | 5               |
| 32375 | Vilaseco (San Donato)        | Valbuxán            | 31              |
| 32375 | Vilaseco (San Donato)        | Vilaseco            | 23              |

## Història
La Vila d'O Bolo, anomenada en l'antiguitat Volobriga, va pertànyer en el segle xv al comtat de Lemos. Fins al segle xviii va conservar una fortalesa construïda a la fi del segle xv, probablement sobre altra anterior destruïda durant la revolta irmandiña. Comptava d'una ampla muralla circular envoltada de torrasses, i la torre d'Homenatge, així com algunes dependències més. Del castell només queda en peus la torre d'Homenatge, de planta quadrada i 18 metres d'altura, així com algunes restes de galledes i muralles. Ha estat recentment restaurada.